# أولاد الشامخ
أولاد الشامخ إحدى مدن الجمهورية التونسية، تقع في ولاية المهدية.

## مواضيع ذات علاقة
- ولاية المهدية.